# Diagonaal

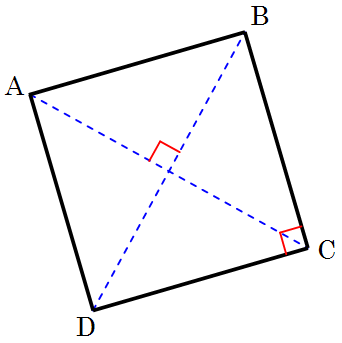
De twee diagonalen in een vierkant, de blauwe stippellijnen, staan loodrecht op elkaar.

Diagonaal betekent in het algemeen: schuin lopend, onder een hoek van 45 graden. Dat komt er meestal op neer, dat een diagonaal in een figuur vanuit een hoek naar de hoek er tegenover loopt.

## Wiskunde
- In de meetkunde is een diagonaal een type lijnstuk tussen twee niet-aangrenzende hoekpunten van een veelhoek. Een vierhoek heeft bijvoorbeeld altijd twee diagonalen. De definitie van een convexe veelhoek komt ermee overeen, dat alle diagonalen geheel binnen de veelhoek liggen. Dit is voor concave veelhoeken niet zo, daar kunnen de diagonalen dus buiten de veelhoek liggen. Het totaal aantal diagonalen in een {\displaystyle n}-hoek bedraagt {\displaystyle {\frac {n(n-3)}{2}}}. De twee diagonalen van een vierkant staan loodrecht op elkaar. De lichaamsdiagonalen van een figuur in meer dan twee dimensies, zoals de veelvlakken in drie dimensies, verbinden ook steeds twee hoekpunten van die figuur met elkaar, die niet in hetzelfde zijvlak liggen.

- In de wiskundige analyse wordt diagonaal gebruikt in de context van matrices. De hoofddiagonaal in een vierkante matrix is de diagonaallijn, die van linksboven naar rechtsonder loopt. Zo heeft de eenheidsmatrix enen op de hoofddiagonaal en nullen elders. Een diagonaalmatrix is een algemene matrixvorm waarbij alleen de elementen op de hoofddiagonaal ongelijk aan nul zijn. De eenheidsmatrix is dus een bijzondere soort diagonaalmatrix.

- Het bewijs, dat Georg Cantor in 1891 gaf en waarmee hij aantoonde dat de kardinaliteit van de verzameling van reële getallen groter is dan die van de verzameling van natuurlijke getallen, heet het diagonaalbewijs van Cantor.

## Schaken
- Men zegt bij schaken, dat een loper diagonaal kan zetten.